# Чемпіонат федерації футболу Південної Азії
Чемпіонат федерації футболу Південної Азії (англ. South Asian Football Federation Championship, SAFF Championship) — футбольний турнір, що проводиться між національним збірними країн, що входять до Федерації футболу Південної Азії. Проводиться з 1993 року і наразі в турнірі бере участь сім команд.

## Історія
Перший турнір пройшов в липні 1993 року в Пакистані і мав назву Золотий кубок південноазійською асоціацією регіонального співробітництва (англ. South Asian Association of Regional Co-operation Gold Cup). У змаганні взяло участь лише чотири збірних — Індія, Непал, Пакистан і Шрі-Ланка. Перемогу здобула збірна Індії.
Наступний турнір пройшов навесні 1995 року на Шрі-Ланці і називався Золотий кубок Південної_Азії (англ. South Asian Gold Cup). До змагань додалась п'ята збірна — Бангладеш, а турнір виграли господарі. Після цього два турніри у 1997 та 1999 роках проходили за участю 6-ох команд (додались Мальдіви), а в обох випадках переможцями ставала збірна Індії.
2003 року на турнірі зіграло максимальне число команд — 8, оскільки вперше взяв участь Бутан, крім цього у турнірі зіграв запрошений Афганістан, що ще не був членом Федерації футболу Південної Азії. Перемогу вперше в історії здобув Бангладеш.
З 2005 року турнір отримав сучасну назву Чемпіонат федерації футболу Південної Азії, а Афганістан став повноцінним членом федерації. В такому форматі турнір провів найбільше розіграшів — пять, і лише 2015 року кількість учасників зменшилась, оскільки у турнірі не зіграв Бангладеш.
На наступний турнір 2018 року Бангладеш повернувся і навіть став господарем змагання, втім Афганістан ще до того припинив членство у федерації, щоб стати членом-засновником нової Футбольної федерації Центральної Азії (CAFF), тому кількість учасників залишилась старою.

## Турніри
| Рік  | Господар  | Фінал     | Фінал          | Фінал     | Матч за 3-тє місце | Матч за 3-тє місце | Матч за 3-тє місце |
| Рік  | Господар  | Чемпіон   | Рахунок        | Фіналіст  | 3-тє місце         | Рахунок            | 4-те місце         |
| ---- | --------- | --------- | -------------- | --------- | ------------------ | ------------------ | ------------------ |
| 1993 | Пакистан  | Індія     | [прим]         | Шрі-Ланка | Непал              | [прим]             | Пакистан           |
| 1995 | Шрі-Ланка | Шрі-Ланка | 1–0            | Індія     | Бангладеш          | [прим]             | Непал              |
| 1997 | Непал     | Індія     | 5–1            | Мальдіви  | Пакистан           | 1–0                | Шрі-Ланка          |
| 1999 | Індія     | Індія     | 2–0            | Бангладеш | Мальдіви           | 2–0                | Непал              |
| 2003 | Бангладеш | Бангладеш | 1–1 (5–3 пен.) | Мальдіви  | Індія              | 2–1                | Пакистан           |

| Рік  | Господар             | Фінал      | Фінал          | Фінал      | Програли у півфіналі [2] | Програли у півфіналі [2] | Програли у півфіналі [2] |
| Рік  | Господар             | Чемпіон    | Рахунок        | Фіналіст   | Програли у півфіналі [2] | Програли у півфіналі [2] | Програли у півфіналі [2] |
| ---- | -------------------- | ---------- | -------------- | ---------- | ------------------------ | ------------------------ | ------------------------ |
| 2005 | Пакистан             | Індія      | 2–0            | Бангладеш  | Мальдіви і Пакистан      | Мальдіви і Пакистан      | Мальдіви і Пакистан      |
| 2008 | Мальдіви & Шрі-Ланка | Мальдіви   | 1–0            | Індія      | Бутан і Шрі-Ланка        | Бутан і Шрі-Ланка        | Бутан і Шрі-Ланка        |
| 2009 | Бангладеш            | Індія      | 0–0 (3–1 пен.) | Мальдіви   | Бангладеш і Шрі-Ланка    | Бангладеш і Шрі-Ланка    | Бангладеш і Шрі-Ланка    |
| 2011 | Індія                | Індія      | 4–0            | Афганістан | Мальдіви і Непал         | Мальдіви і Непал         | Мальдіви і Непал         |
| 2013 | Непал                | Афганістан | 2–0            | Індія      | Мальдіви і Непал         | Мальдіви і Непал         | Мальдіви і Непал         |
| 2015 | Індія                | Індія      | 2–1 (д.ч.)     | Афганістан | Мальдіви і Шрі-Ланка     | Мальдіви і Шрі-Ланка     | Мальдіви і Шрі-Ланка     |
| 2018 | Бангладеш            | Мальдіви   | 2–1            | Індія      | Непал і Пакистан         | Непал і Пакистан         | Непал і Пакистан         |
| 2020 | Пакистан             |            |                |            |                          |                          |                          |

## Статистика

### Перемог
| Збірна     | Чемпіонств                                   | Фіналів                    | Третіх місць | Четвертих місць | Півфіналів                 |
| ---------- | -------------------------------------------- | -------------------------- | ------------ | --------------- | -------------------------- |
| Індія      | 7 (1993, 1997, 1999, 2005, 2009, 2011, 2015) | 4 (1995, 2008, 2013, 2018) | 1 (2003)     | –               | –                          |
| Мальдіви   | 2 (2008, 2018)                               | 3 (1997, 2003, 2009)       | 1 (1999)     | –               | 4 (2005, 2011, 2013, 2015) |
| Бангладеш  | 1 (2003)                                     | 2 (1999, 2005)             | 1 (1995)     | –               | 2 (1995, 2009)             |
| Афганістан | 1 (2013)                                     | 2 (2011, 2015)             | –            | –               | –                          |
| Шрі-Ланка  | 1 (1995)                                     | 1 (1993)                   | –            | 1 (1997)        | 3 (2008, 2009, 2015)       |
| Непал      | –                                            | –                          | 1 (1993)     | 2 (1995, 1999)  | 3 (2011, 2013, 2018)       |
| Пакистан   | –                                            | –                          | 1 (1997)     | 2 (1993, 2003)  | 2 (2005, 2018)             |
| Бутан      | –                                            | –                          | –            | –               | 1 (2008)                   |

### Участі
| Збірна     | 1993                     | 1995                     | 1997                     | 1999                     | 2003 | 2005 | 2008 | 2009 | 2011 | 2013 | 2015 | 2018              | 2020              | Всього |
| ---------- | ------------------------ | ------------------------ | ------------------------ | ------------------------ | ---- | ---- | ---- | ---- | ---- | ---- | ---- | ----------------- | ----------------- | ------ |
| Афганістан | Не була членом Федерації | Не була членом Федерації | Не була членом Федерації | Не була членом Федерації | Гр   | Гр   | Гр   | Гр   | 2    | 1    | 2    | Не член Федерації | Не член Федерації | 7      |
| Бангладеш  | ×                        | ½                        | Гр                       | 2                        | 1    | 2    | Гр   | ½    | Гр   | Гр   | Гр   | Гр                |                   | 11     |
| Бутан      | Не була членом Федерації | Не була членом Федерації | Не була членом Федерації | Не була членом Федерації | Гр   | Гр   | ½    | Гр   | Гр   | Гр   | Гр   | Гр                |                   | 8      |
| Індія      | 1                        | 2                        | 1                        | 1                        | 3    | 1    | 2    | 1    | 1    | 2    | 1    | 2                 |                   | 12     |
| Мальдіви   | ×                        | ×                        | 2                        | 3                        | 2    | ½    | 1    | 2    | ½    | ½    | ½    | 1                 |                   | 10     |
| Непал      | 3                        | ½                        | Гр                       | 4                        | Гр   | Гр   | Гр   | Гр   | ½    | ½    | Гр   | ½                 |                   | 12     |
| Пакистан   | 4                        | Гр                       | 3                        | Гр                       | 4    | ½    | Гр   | Гр   | Гр   | Гр   | ×    | ½                 | q                 | 12     |
| Шрі-Ланка  | 2                        | 1st                      | 4                        | Гр                       | Гр   | Гр   | ½    | ½    | Гр   | Гр   | ½    | Гр                |                   | 12     |